# Конрад II (пан Вюртембергу)
Конрад II (нім. Konrad II.; д/н — 1143) — 2-й пан (гер) Вюртембергу в 1110—1143 роках.

## Життєпис
Син невідомого лицаря з роду Альтгаузен-Ферінген та Луїтгарди, сестри Конрада фон Бойтельсбаха, пана Вюртембергу. Також висувається версія, що був родичем Церінгенів.
Про нього відомостей обмаль. 1110 року спадкував своєму вуйкові. Ймовірно зумів поєднати володіння Бойтельбахів, частково Верінгенів з Вюртемберзьким панством. Вперше письмово згадується 1122 року. На відміну від попередника був союзником імператора.
Вже 1139 року його син Лювідг згадується як пан Вюртембергу. Можливо сам Конрад II зосередився на управлінні батьківськими та іншими володіннями, передавши в управління замок Вюртемберг синові. Помер 1143 року. Його володіння успадкував Людвіг I.

## Родина
Дружина — Гадельвіга
Діти:
- Людвіг (1119—1158), 1-й граф Вюртембергу
- Еміх (д/н—1154)